# Срби у Аустралији
Срби у Аустралији су грађани Аустралије српског порекла или људи рођени у Србији који живе и раде у Аустралији.

## Историја
До стварања аустралијске федерације 1901. године, у тој земљи је било мало Срба. Разлози за то су велика удаљеност, скуп бродски превоз до тог континента и оскудне информације о њему. Најраније досељавање Срба у Аустралију почиње крајем 19. века. То су махом били Срби из Црне Горе, Бока которске, Далмације, Херцеговине и Лике. Још почетком друге половине 19. века помиње се име Николе Миловића који је био копач злата на златним пољима у западној Аустралији, а након тога се бавио воћарством и виноградарством, иначе је родом из Бока которске. Године 1896. међу копачима злата у месту Калгурли нашли су се и Томо Марић из Херцеговине, Божа и Милан Станишић, Душан Ћетковић и многи други Срби. Када је 1901. године одржана прва светска изложба, у Сиднеј је дошао чувени бечки филхармонијски оркестар, у коме су била два београдска музичара - Марковић и Бранисављевић, који су том приликом остали у Сиднеју.
Било је 1904. године у свих пет провинција Аустралије укупно 938 Срба, са разних страна. Највише се задржавају у Мелбурну и околини. Не поседују српске ни цркве ни читаонице, али имају две кафане. Верске потребе задовољавају у тамошњим грчким православним црквама, којих има пет. Када су те године вршени избори за народну скупштину провинције Викторије, између 29 посланика изабран је и један Србин. Бокељ Јован Саровић родом из Котора, добио је 8685 гласова бирача.
Постоји допунска српска школа у Бризбејну у којој је по отварању 2023. године било 45 ученика.

## Познате личности
- Сретен Божић, писац, антрополог, хуманиста и борац за права аустралијских Абориџина
- Петар Пјешивац, писац, есејиста, песник и колумниста
- Слободан Деспотовски, фудбалер
- Милан Благојевић, фудбалер
- Мајкл Ћурчија, фудбалер
- Саша Илић, фудбалер
- Ник Мрђа, фудбалер
- Нина Марковић Казе, научница, политичка аналитичарка, новинарка и песникиња
- Предраг Бојић, фудбалер
- Ели Бабаљ, фудбалер
- Дени Вуковић, фудбалер
- Марко Јешић, фудбалер
- Ален Стајчић, фудбалски тренер
- Алекс Марић, кошаркаш
- Стивен Марковић, кошаркаш
- Карли Мијовић, кошаркашица
- Дејан Петровић, бивши тенисер и тренер
- Јелена Докић, тенисерка
- Душан Ружић, играч бејзбола
- Џејк Трбојевић, професионални рагбиста (верзија рагбија са 13 играча ткзв. "Рагби лига")
- Том Трбојевић, рагбиста
- Брајан Кековић, играч аустралијског фудбала
- Сем Кековић, бивши играч аустралијског фудбала и телевизијска личност
- Карл Стефановић, телевизијски водитељ и новинар
- Ден Илић, телевизијска личност
- Бојана Новаковић, глумица
- Ренаи Карусо, глумица
- Андреја Пејић, модел
- Урсула Јовић, глумица и певачица[5]
- Холи Валанс, глумица, певачица и модел
- Алтијан Чајлдс, музичар
- Драган Рогановић, музичар
- Милица Илић, музичар
- Ник Вујичић, евангелиста и подстицајни предавач
- Ник Лалић, политичар
- Ендру Николић, политичар (бригадни генерал у пензији)
- Драган Васиљковић, оснивач и вођа српске паравојне јединице под називом 'Книнџе'
- Ведрана Грбовић, Мис Србије и Црне Горе 2006
- Милош Дегенек, фудбалер
- Том Рогић, фудбалер

## Српске организације и догађаји у Аустралији
- Српска православна црква ѕа Аустралију и Нови Зеланд ( http://soc.org.au/en/ )
- Удружење српске заједнице у Аустралији ( http://serbiancommunity.org.au/ )
- Друштвена подршка и услуге за Србе ( https://web.archive.org/web/20160228120212/http://serbiansss.com.au/ )
- Удружење младих Српске православне цркве ѕа Аустралију и Нови Зеланд ( http://www.soya.org.au/ Архивирано на веб-сајту  (13. март 2016) )
- Удружење српских хорова ( https://web.archive.org/web/20160325150340/http://serbianchoralsociety.org.au/ )
- Фестивал српског филма ( http://www.serbianfilmfestival.org.au/ Архивирано на веб-сајту  (23. мај 2017) )
- Српски фестивал ( http://www.serbianfestival.com.au/ )
- Ноћи српског позоришта у Аустралији ( https://web.archive.org/web/20160327023857/http://serbiantheatrenightsinaustralia.com/ )
- Спортски клуб Бонириг (Former Serbian Culture Club) ( https://web.archive.org/web/20160307211240/http://www.bonno.com.au/serbian-festival/serbian-culture/ )
- Српска места у Аустралији ( http://www.beograd.com.au/phonelist/serbian_places_in_australia.htm )
- Парада клуб( http://www.clubparada.com/ )
- Српски голф клуб Гилог( http://www.serbiangolfclubgeelong.com/ )
- Српски голф клуб у Викторији ( https://web.archive.org/web/20160327000619/http://www.vicserbgolf.com.au/board-events/interstate-championship-2015/ )
- Голф клуб Златни орлови ( https://web.archive.org/web/20160322150218/http://www.goldeneagles.com.au/ )
- Кошаркашки клуб Црвена звезда ( http://www.bcredstars.com/ )
- Кошаркашки клуб Обилић ( http://obilic.com.au/ Архивирано на веб-сајту  (26. март 2016) )
- Тесла форум ( http://teslaforum.com/ )
- Колеџ Свети Сава ( http://www.stsavacollege.net/ )